# André Biyogo Poko
André Ivan Biyogho Poko (Bitam, 1993. március 7. –) válogatott gaboni válogatott labdarúgó, az el-Halídzs középpályása.

## Pályafutása

### A válogatottban
2010 óta 76 alkalommal szerepelt a gaboni válogatottban és három gólt szerzett. Tagja volt a 2012-es londoni olimpián részt vevő csapatnak.